# Messague
Messague est un village situé dans la partie Est du Cameroun, dans la région du Haut-Nyong et au sein de la commune de Nguelemendouka. Cette dernière, créée en 1942, couvre 50 villages dont Messague fait partie. Elle est délimitée à la frontière nord par la commune de Diang, au sud par la commune de Kobdombo, à l’est par la commune de Doumaintang ainsi qu'à l'ouest par la commune de Minta.

## Population
D'après le recensement de 2005, le village compte 81 habitants, dont 44 hommes et 37 femmes.

## Activité économique
Activité économique.

### Agriculture
La principale activité économique de Messague est l'agriculture, bien que les rendements soient particulièrement faibles. Les cultures de rente pratiquées sont celles du café et du cacao. Le bananier et le manioc sont les principales cultures vivrières, même si la culture du palmier à huile devient de plus en plus importante.

### Élevage et pêche
L'élevage traditionnel est pratiqué, bien que le manque de soins apporté aux animaux dans cette région est l'une des causes de sa faible rentabilité. Les principaux élevés sont les porcs, les chèvres, les moutons ainsi que les poules. La pêche est pratiquée à l'aide de techniques artisanales (filet, ligne, barrage, nasse).

### La chasse
La chasse, pratiquée dans les forêts de façon traditionnelle, est destinée soit à la vente, soit à l'autoconsommation.

## Religion
- Christianisme
- Islam